# Факта, Луиджи
Луиджи Факта (итал. Luigi Facta; 1 сентября 1861, Пинероло, Пьемонт — 5 ноября 1930, Пинероло, Пьемонт) — итальянский политик и государственный деятель, возглавлял кабинет министров Италии с 26 февраля 1922 года по 31 октября 1922 года. Он был последним председателем Совета министров Италии до насильственного захвата государственной власти фашистами под руководством Бенито Муссолини, в результате так называемого «Марша на Рим».
Луиджи Факта вошел в политику в 1892 году как член либеральной партии парламента от Пинероло. Это депутатское кресло он занимал в течение тридцати лет. Он работал почти непрерывно в течение этого времени в различных коалиционных правительствах, в различных кабинетах министров. С 1910 по 1914 год и с 1919 по 1920 год Факта исполнял обязанности министра финансов Италии.
С началом Первой мировой войны Луиджи Факта активно ратовал за нейтралитет Италии, но после того, как королевство вступило в войну, он изменил своё мнение. Сын Луиджи погиб во время боевых действий, и Факта, говорил, что он гордится тем, что его сын принёс в жертву собственную жизнь во имя своей страны.
В феврале 1922 года, Факта был назначен премьер-министром и сформировал собственный кабмин. Италию в то время потрясали волнения инициируемые фашистами во главе с Бенито Муссолини. Когда чернорубашечники начали «Марш на Рим», король Виктор Эммануил III отказал Луиджи Факта в поддержке, хотя итальянская армия была готова подавить фашистский путч. Время было упущено и у власти встал Муссолини, провозгласивший себя диктатором.
Факта не стал открыто выступать против Муссолини и потому стал сенатором в 1924 году.
Скончался Луиджи Факта 31 октября 1930 года в своём родном городе Пинероло.